# Lacustricola usanguensis
Lacustricola usanguensis es un pez de la familia de los pecílidos del orden de los ciprinodontiformes. Los machos pueden alcanzar los 3 cm de longitud total. Se encuentran en el suroeste de Tanzania.